# Polynoncus ecuadorensis
Polynoncus ecuadorensis är en skalbaggsart som beskrevs av Patricia Vaurie 1962. Polynoncus ecuadorensis ingår i släktet Polynoncus och familjen knotbaggar. Inga underarter finns listade i Catalogue of Life.